# Brangaine
Brangaine (también conocida como Brangaene, Brangwane, Brangien, Brangwin y otras variantes) es una hermosa sirvienta y confidente de la princesa irlandesa Isolda en la leyenda arturiana de Tristán e Isolda. En la mayoría de las versiones de la leyenda aparece como el personaje clave de la trama. En una de sus aventuras, acompaña a Isolda durante un viaje, junto a Tristán, pero por error le proporciona a la princesa una poción mágica de amor que custodiaba, por encargo de la reina, para cuando Isolda estuviese con el rey Marco de Cornualles. Se destaca personalmente como un personaje eternamente leal a su señora, la princesa Isolda, ya que siempre hace lo posible y se sacrifica por salvaguardarla y asegurar el idilio entre ambos amantes.